# 스태퍼드셔주

스태퍼드셔 주의 위치

스태퍼드셔주(Staffordshire)는 잉글랜드의 주로 주도는 스태퍼드이며 면적은 2,713km2, 인구는 1,098,300명(2014년 기준), 인구 밀도는 405명/km2이다. 북서쪽으로는 체셔주, 동쪽으로는 더비셔주와 레스터셔주, 남동쪽으로는 워릭셔주, 남쪽으로는 웨스트미들랜즈주와 우스터셔주, 서쪽으로는 슈롭셔주와 접한다.  1862년을 전후에 도자기로 유명한 셸리 포터리즈(Shelley Potteries)가 있어왔다. 스태퍼드셔주의 스토크온트렌트의 특산물 본 차이나가 잘 알려져 있다.

## 스태퍼드셔 포터리즈
스태퍼드셔 포터리즈(Staffordshire Potteries)는 도자기 제조업을 위시한 중심 산업단지이다. 스태퍼드셔 포터리즈(Staffordshire Potteries)는 현재 영국 스태퍼드셔주(Staffordshire)의 스토크온트렌트(Stoke-on-Trent)시를 구성하는 턴스톨(Tunstall), 버슬렘(Burslem), 헨리(Hanley), 스토크(Stoke), 펜톤(Fenton) 및 롱톤(Longton)의 6 개 도시를 포함하는 산업 지역이다. 북부 스태퍼드셔(North Staffordshire)는 점토, 소금, 납 및 석탄의 현지 밀집 제조단지의 수요 가용성으로 인해 17세기 초에 도자기등 세라믹 생산의 중심지가 되었다.

## 출신 인물
- 해리 파크스

## 같이 보기
- 차이나 스트리트